# Selección de fútbol de salón de Uruguay
- No confundir con Selección de fútbol sala de Uruguay que compite en los torneos de la FIFA.

La Selección de fútbol de salón de Uruguay es el equipo que representa a la República Oriental del Uruguay en las competiciones oficiales de fútbol de salón o Futsal; su dirección está a cargo de la Federación Uruguaya de Fútbol de Salón, entidad afiliada a la Asociación Mundial de Futsal (AMF), Confederación Panamericana de Futsal (PANAFUTSAL), Confederación Sudamericana de Futsal (CSFS) y reconocida por el Comité Olímpico Uruguayo y la Secretaría Nacional del Deporte.
Ha participado en 9 ediciones del Mundial de Fútbol de Salón donde ha obtenido el subcampeonato en 1997 y 2 terceros puestos en Brasil 1982 y Brasil 1994. Logró además 4 subcampeonatos del Sudamericano de esta disciplina, pero la importancia histórica de la Selección Celeste radica en el hecho de ser considerada Uruguay por todos los afiliados a la AMF como el lugar de origen del fútbol de salón.

## Historia
La creación de este deporte se remonta a 1930 en Uruguay. La selección de Uruguay había ganado el Campeonato del Mundo y la medalla de oro en los Juegos Olímpicos, viviéndose por ello en el país de una auténtica fanatización por el fútbol.
Debido a la falta de campos libres en las calles de Montevideo, los niños comenzaron a jugar a fútbol en campos de baloncesto. El fútbol de salón nació el 8 de septiembre de 1930 en Montevideo de la mano del profesor Juan Carlos Ceriani. Él, utilizando los salones de gimnasio de la Asociación Cristiana de Jóvenes (YMCA), dibujó con tiza las porterías en la pared, para luego comenzar a utilizar las porterías de waterpolo.
El Fútbol de Salón se basó en el balonmano, el baloncesto, e incluso el waterpolo, para redactar las primeras reglas de un nuevo deporte. Algunas de las que se adoptaron fueron: cinco jugadores en el campo (baloncesto), duración del partido de 40 minutos (baloncesto), porterías pequeñas (balonmano), medidas del campo (balonmano) y reglamentación relacionada con los porteros (waterpolo).
Inicialmente se le llamó «fútbol de salón» y causó sensación en Uruguay, pasando posteriormente al resto de Sudamérica para extenderse poco a poco por todo el mundo.
A nivel deportivo Uruguay ha participado en todas las competencias importantes de futsal sin embargo no ha logrado ningún título en esta disciplina, no obstante tiene en su palmarés destacadas actuaciones en la Copa Mundial donde fue subcampeón en México 97 y obtuvo en 2 ocasiones el bronce, a nivel regional obtuvo varios subcampeonatos del Torneo Sudamericano y un tercer lugar en el primer Panamericano.

## Estadísticas

### Campeonato Mundial FIFUSA/AMF
Resultado general: 5°
| Año              | Ronda            | Posición     | PJ           | PG           | PE           | PP           | GF           | GC           | Dif          |
| ---------------- | ---------------- | ------------ | ------------ | ------------ | ------------ | ------------ | ------------ | ------------ | ------------ |
| Brasil 1982      | Semifinal        | 3.er puesto  | 6            | 3            | 1            | 2            | 16           | 8            | +8           |
| España 1985      | Segunda ronda    | 5.to puesto  | 5            | 2            | 0            | 3            | 9            | 12           | -3           |
| Australia 1988   | Segunda ronda    | 5.to puesto  | 6            | 3            | 2            | 1            | 41           | 16           | +25          |
| Italia 1991      | Segunda Ronda    | 10.mo puesto | 6            | 4            | 1            | 1            | 22           | 5            | +17          |
| Argentina 1994   | Semifinal        | 3.er puesto  | 9            | 6            | 1            | 2            | 15           | 10           | +5           |
| México 1997      | Final            | Subcampeón   | 8            | 6            | 1            | 1            | 28           | 16           | +12          |
| Bolivia 2000     | Segunda ronda    | 11.er puesto | 5            | 3            | 0            | 2            | 14           | 10           | +14          |
| Paraguay 2003    | No clasificó     | No clasificó | No clasificó | No clasificó | No clasificó | No clasificó | No clasificó | No clasificó | No clasificó |
| Argentina 2007   | Primera ronda    | 10.mo puesto | 3            | 1            | 0            | 2            | 11           | 14           | -3           |
| Colombia 2011    | Primera ronda    | 10.mo puesto | 3            | 1            | 0            | 2            | 12           | 13           | -1           |
| Bielorrusia 2015 | Cuartos de final | 5.to puesto  | 4            | 3            | 0            | 1            | 15           | 9            | +4           |
| Argentina 2019   | Primera ronda    | 10.mo puesto | 4            | 1            | 0            | 3            | 8            | 10           | -2           |
| México 2023      | Final            | Subcampeón   | 6            | 4            | 1            | 1            | 33           | 16           | +17          |
| 2027             | Por definir      | Por definir  | Por definir  | Por definir  | Por definir  | Por definir  | Por definir  | Por definir  | Por definir  |

- Colombia y  Brasil expresaron su interés en organizar este mundial.

- La candidatura de  Brasil pierde fuerza debido a que ya la FNFBR (Federación Nacional de Futsal de Brasil) afiliada a la AMF realizará un mundial de categoría sub-13 en septiembre de 2025 y la CFSB (Confederación de Fútbol de Salón de Brasil) afiliada a la FIFUSA organizará en 2027 el mundial de categoría absoluta masculina.

### Juegos Mundiales
| Año       | Ronda        | Posición    | PJ | PG | PE | PP | GF | GC | Dif |
| --------- | ------------ | ----------- | -- | -- | -- | -- | -- | -- | --- |
| Cali 2013 | Primera fase | 7.mo puesto | 3  | 2  | 0  | 1  | 11 | 9  | +2  |

### Campeonato Sudamericano
| Año            | Ronda        | Posición      |
| -------------- | ------------ | ------------- |
| Paraguay 1965  | Semifinal    | Tercer puesto |
| Paraguay 1969  | Semifinal    | 4.º lugar     |
| Brasil 1971    | Final        | Subcampeón    |
| Uruguay 1973   | Final        | Subcampeón    |
| Argentina 1975 | Final        | Subcampeón    |
| Uruguay 1976   | Semifinal    | 4.º lugar     |
| Brasil 1977    | Semifinal    | 4.º lugar     |
| Colombia 1979  | Final        | Subcampeón    |
| Uruguay 1983   | Semifinal    | Tercer puesto |
| Argentina 1986 | Semifinal    | 4.º lugar     |
| Brasil 1989    | Semifinal    | Tercer puesto |
| Uruguay 1992   | Grupo único  | 4.º lugar     |
| Ecuador 1998   | No participó |               |
| Colombia 2014  | No participó |               |

### Mundial Femenino AMF
Resultado general: 16°
| Año           | Ronda            | Posición      | PJ            | PG            | PE            | PP            | GF            | GC            | Dif           |
| ------------- | ---------------- | ------------- | ------------- | ------------- | ------------- | ------------- | ------------- | ------------- | ------------- |
| Cataluña 2008 | No participó     | No participó  | No participó  | No participó  | No participó  | No participó  | No participó  | No participó  | No participó  |
| Colombia 2013 | Primera fase     | 13.er puesto  | 3             | 0             | 1             | 2             | 2             | 17            | -15           |
| Cataluña 2017 | No clasificó     | No clasificó  | No clasificó  | No clasificó  | No clasificó  | No clasificó  | No clasificó  | No clasificó  | No clasificó  |
| Colombia 2022 | Cuartos de final | 7.mo puesto   | 6             | 2             | 0             | 4             | 8             | 18            | -10           |
| 2026          | Por definirse    | Por definirse | Por definirse | Por definirse | Por definirse | Por definirse | Por definirse | Por definirse | Por definirse |

- En el mes de noviembre de 2025 se dará a conocer la sede del mundial femenino de 2026 junto con la cantidad de equipos participantes.

### Mundial Sub-20
Resultado general: 6°
| Año           | Ronda            | Posición      | PJ            | PG            | PE            | PP            | GF            | GC            | Dif           |
| ------------- | ---------------- | ------------- | ------------- | ------------- | ------------- | ------------- | ------------- | ------------- | ------------- |
| Chile 2014    | Cuartos de final | 5.to puesto   | 4             | 2             | 0             | 2             | 12            | 12            | 0             |
| Colombia 2018 | No clasificó     | No clasificó  | No clasificó  | No clasificó  | No clasificó  | No clasificó  | No clasificó  | No clasificó  | No clasificó  |
| Cataluña 2024 | Semifinal        | 4.to puesto   | 6             | 3             | 0             | 3             | 36            | 17            | +19           |
| 2028          | Por definirse    | Por definirse | Por definirse | Por definirse | Por definirse | Por definirse | Por definirse | Por definirse | Por definirse |

### Mundial Sub-17
Resultado general: 6°
| Año           | Ronda            | Posición      | PJ            | PG            | PE            | PP            | GF            | GC            | Dif           |
| ------------- | ---------------- | ------------- | ------------- | ------------- | ------------- | ------------- | ------------- | ------------- | ------------- |
| Paraguay 2016 | Cuartos de final | 6.to puesto   | 4             | 2             | 0             | 2             | 9             | 13            | -4            |
| Paraguay 2024 | Cuartos de final | 6.to puesto   | 6             | 1             | 2             | 3             | 18            | 22            | -4            |
| 2028          | Por definirse    | Por definirse | Por definirse | Por definirse | Por definirse | Por definirse | Por definirse | Por definirse | Por definirse |

### Mundial Sub-15
Resultado general: 6°
| Año           | Ronda            | Posición      | PJ            | PG            | PE            | PP            | GF            | GC            | Dif           |
| ------------- | ---------------- | ------------- | ------------- | ------------- | ------------- | ------------- | ------------- | ------------- | ------------- |
| Paraguay 2021 | Cuartos de final | 6.to puesto   | 6             | 3             | 0             | 3             | 18            | 21            | -3            |
| 2025          | Por definirse    | Por definirse | Por definirse | Por definirse | Por definirse | Por definirse | Por definirse | Por definirse | Por definirse |

- Ecuador
- México

- Estos equipos son candidatos para el mundial Sub-15.
- Hay una alta probabilidad de que el torneo se postergue para el 2026 por temas de calendario debido al mundial de clubes de futsal en Colombia que se jugará en mayo y el mundial de futsal Sub-15 que se disputará en septiembre.

### Mundial Sub-13
Resultado general: ?°
| Año           | Ronda        | Posición     | PJ           | PG           | PE           | PP           | GF           | GC           | Dif          |
| ------------- | ------------ | ------------ | ------------ | ------------ | ------------ | ------------ | ------------ | ------------ | ------------ |
| Cataluña 2019 | No participó | No participó | No participó | No participó | No participó | No participó | No participó | No participó | No participó |
| Brasil 2025   | No participó | No participó | No participó | No participó | No participó | No participó | No participó | No participó | No participó |

## Palmarés

#### Selección mayor AMF
| Competición            | Campeón | Subcampeón                 | Tercer lugar         | Cuarto lugar                     | Selección |
| ---------------------- | ------- | -------------------------- | -------------------- | -------------------------------- | --------- |
| Campeonato Mundial     |         | 2 (1997, 2023)             | 2 (1982, 1994)       |                                  | Absoluta  |
| Sudamericano de Futsal |         | 4 (1971, 1973, 1975, 1979) | 3 (1965, 1983, 1989) | 5 (1969, 1976, 1977, 1986, 1992) | Absoluta  |
| Panamericano de Futsal |         |                            | 1 (1980)             | 1 (1984)                         | Absoluta  |

#### Selecciones juveniles AMF
| Competición          | Campeón | Subcampeón     | Tercer lugar | Cuarto lugar | Selección |
| -------------------- | ------- | -------------- | ------------ | ------------ | --------- |
| Mundial Sub-20       |         |                |              | 1 (2024)     | Sub-20    |
| Sudamericano Juvenil |         | 2 (1989, 1993) |              |              | Sub-20    |